# Liam Cosgrave
William Michael "Liam" Cosgrave (em irlandês: Liam Mac Cosgair; 13 de abril de 1920 – 4 de outubro de 2017) foi um político irlandês, alistado no Fine Gael. Foi Taoiseach (chefe de Governo) da Irlanda entre 1973 e 1977, bem como o Ministro dos Negócios Estrangeiros de 1954 a 1957. Ele era filho do falecido chefe de Governo do Estado Livre Irlandês, W. T. Cosgrave.
Liam Cosgrave começou a sua carreira política na Irlanda em 1943, e manteve o seu lugar até à sua reforma em 1981. Liam faleceu em 4 de outubro de 2017.